# Tadmoer
Tadmoer (Arabisch: تدمر; ook gespeld als Tadmur en Tadmor; tevens bekend als Palmyra) is een stad in centraal Syrië in het gouvernement Homs. Het is gelegen in een oase in het midden van de Syrische woestijn, ongeveer 215 km ten noordoosten van de hoofdstad Damascus en 180 km ten zuidwesten van de Eufraat. De ruïnes van de oude stad Palmyra, UNESCO-werelderfgoed, liggen net ten zuidwesten van Tadmoer. Tadmoer is de hoofdstad van het district Tadmoer.

## Naam
Zowel de antieke als de moderne stad worden in veel talen aangeduid met de naam Palmyra. In het Arabisch worden beide steden Tadmoer genoemd. "Tadmur" is de Semitische en de oudst bekende naam van de stad. Zij werd vroeg in het tweede millennium voor Christus gebruikt. De oorsprong van de naam is niet volledig duidelijk. Volgens de Nederlandse filoloog Albertus Schultens is de naam afgeleid van het Semitische woord voor "dadels" (tamar), en verwijst naar de palmbomen rond de stad.

## Syrische burgeroorlog
In mei 2015 werd Tadmoer samen met de nabijgelegen ruïnestad door IS ingenomen. IS toonde beelden van onthoofde lijken van regeringssoldaten in de straten van Tadmoer. In de ruïnestad vernielde IS eeuwenoude tempels en tombes. In maart 2016 veroverde het Syrische regeringsleger met steun van de Russische luchtmacht de stad. Begin december 2016 vonden er in de buurt van de stad opnieuw zware gevechten met IS-strijders plaats. Medio december was de stad opnieuw volledig in handen van IS. Begin maart 2017 werd de stad opnieuw heroverd op IS door het Syrische leger met steun van Rusland.

## Economie en infrastructuur
Tadmoer ligt aan de doorgaande weg van Damascus naar Al-Hasakah in het noordoosten van Syrië. Nabij Tadmoer is er een luchthaven. In Tadmoer bevond zich de beruchte gevangenis van Tadmoer. Voorheen was Tadmoer een uitvalsbasis voor toeristen die de ruïnes van Palmyra bezochten. In de omgeving van Tadmoer worden aardgas, aardolie en fosfaat gewonnen.

## Geboren
- Khaled al-Asaad (1932-2015), archeoloog